# Laura Dijkema
Laura Dijkema est une joueuse néerlandaise de volley-ball née le 18 février 1990 à Assen. Elle mesure 1,84 m et joue au poste de passeuse. Elle totalise 344 sélections en équipe des Pays-Bas.

## Clubs
| Club                     | De        | À         |
| ------------------------ | --------- | --------- |
| DOK Dwingeloo            | 2006-2007 | 2006-2007 |
| SCU Emlichheim           | 2007-2008 | 2007-2008 |
| Martinus Amstelveen      | 2008-2009 | 2008-2009 |
| TVC Amstelveen           | 2009-2010 | 2010-2011 |
| VfB Suhl                 | 2011-2012 | 2011-2012 |
| USC Münster              | 2012-2013 | 2012-2013 |
| Halkbank Ankara          | 2013-2014 | 2013-2014 |
| Dresdner SC              | 2014-2015 | 2015-2016 |
| AGIL Volley              | 2016-2017 | 2016-2017 |
| AV San Casciano          | jan 2018  | 2019-2020 |
| VK Lokomotiv Kaliningrad | 2020-2021 | …         |

## Palmarès

### Équipe nationale
- Championnat d'Europe
  - Finaliste : 2015, 2017.

### Clubs
- Championnat des Pays-Bas
  - Vainqueur : 2009, 2010.
- Coupe des Pays-Bas
  - Vainqueur : 2010.
- Championnat d'Allemagne
  - Vainqueur : 2015, 2016.
- Coupe d'Allemagne
  - Vainqueur : 2016.
- Championnat d'Italie
  - Vainqueur : 2017.
- Supercoupe de Russie
  - Finaliste : 2020.

### Distinctions individuelles
- Championnat d'Europe de volley-ball féminin 2017: Meilleure passeuse[5].